# Irakli Cirekidze
Irakli Cirekidze (gruz. ირაკლი ცირეკიძე; ur. 3 maja 1982) – gruziński dżudoka, mistrz olimpijski z Pekinu i mistrz świata.
W 2007 roku zdobył srebrny medal na mistrzostwach Europy w Judo, ulegając Ukraińcowi Walentynowi Grekowowi, a 15 września tego roku sięgnął po mistrzostwo świata, pokonując Greka Illiasa Iliadisa przez yuko.
Rok później, w Lizbonie, zdobył brąz na mistrzostwach Europy.
13 sierpnia 2008 zdobył złoto na Igrzyskach Olimpijskich w Pekinie w kategorii wagowej do 90 kg, pokonując przez shido (jedną kokę) Algierczyka Amara Benikhlefa. W drodze do złota w ćwierćfinale pokonał Azera Elxana Məmmədova, a w walce o finał zwyciężył Rosjanina Iwana Pierszyna – obu przez ippon.
W 2011 podczas mistrzostw świata w Paryżu był trzeci w kategorii do 100 kilogramów.